# Huangtian, Fujian
Huangtian är en köping i sydöstra Kina. Den ligger i Gutian härad i staden Ningde i provinsen Fujian, omkring 79 kilometer nordväst om provinshuvudstaden Fuzhou. Antalet invånare är 20 785. Befolkningen består av 10 064 kvinnor och 10 721 män. Barn under 15 år utgör 14,0 %, vuxna 15-64 år 75 %, och äldre över 65 år 9,0 %.